# 阿尔蒙特 (北达科他州)
阿尔蒙特（英語：Almont），是美国北达科他州下属的一座城市。根据2010年美国人口普查，该市有人口122人。